# Nimatallah Abi Nasr
Nimatallah Fares Abi Nasr (ur. 1936) – libański adwokat i polityk chadecki, maronita, przewodniczący Libańskiej Unii Chrześcijańsko-Demokratycznej. 
Ukończył prawo libańskie i francuskie na Uniwersytecie Świętego Józefa w Bejrucie. W latach 1994–1997 był sekretarzem generalnym Ligi Maronickiej. Od 2000 r. sprawuje mandat deputowanego libańskiego parlamentu, reprezentując rodzinny okręg Kasarwan. Obecnie jest członkiem klubu parlamentarnego Zmian i Reform.